# Martinus Nijhoff

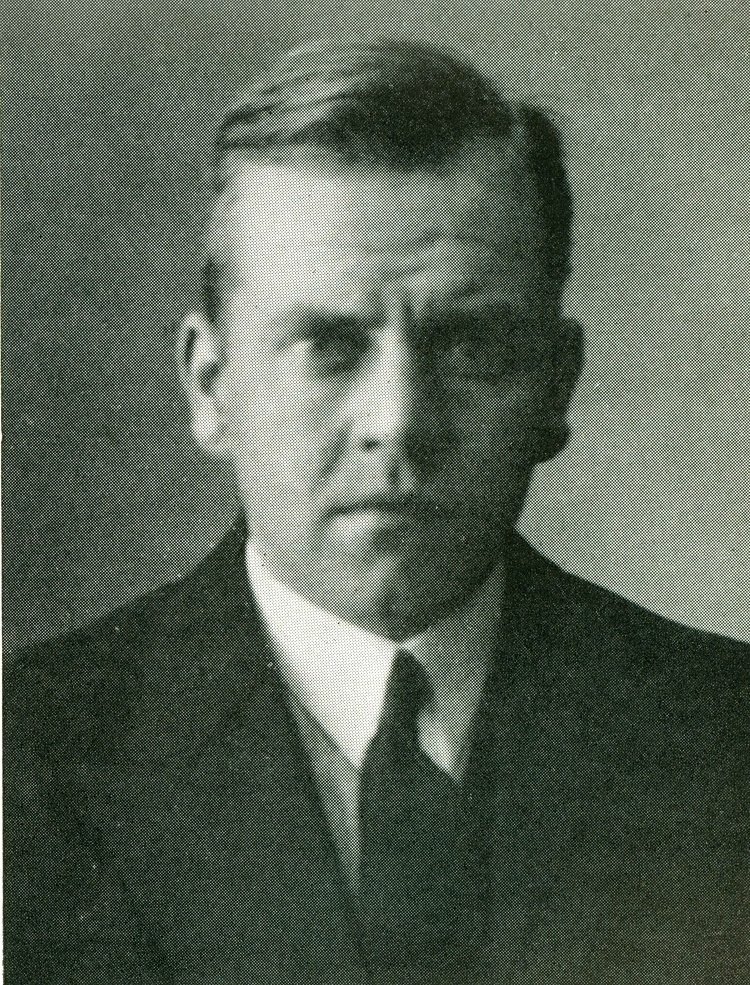
Martinus Nijhoff

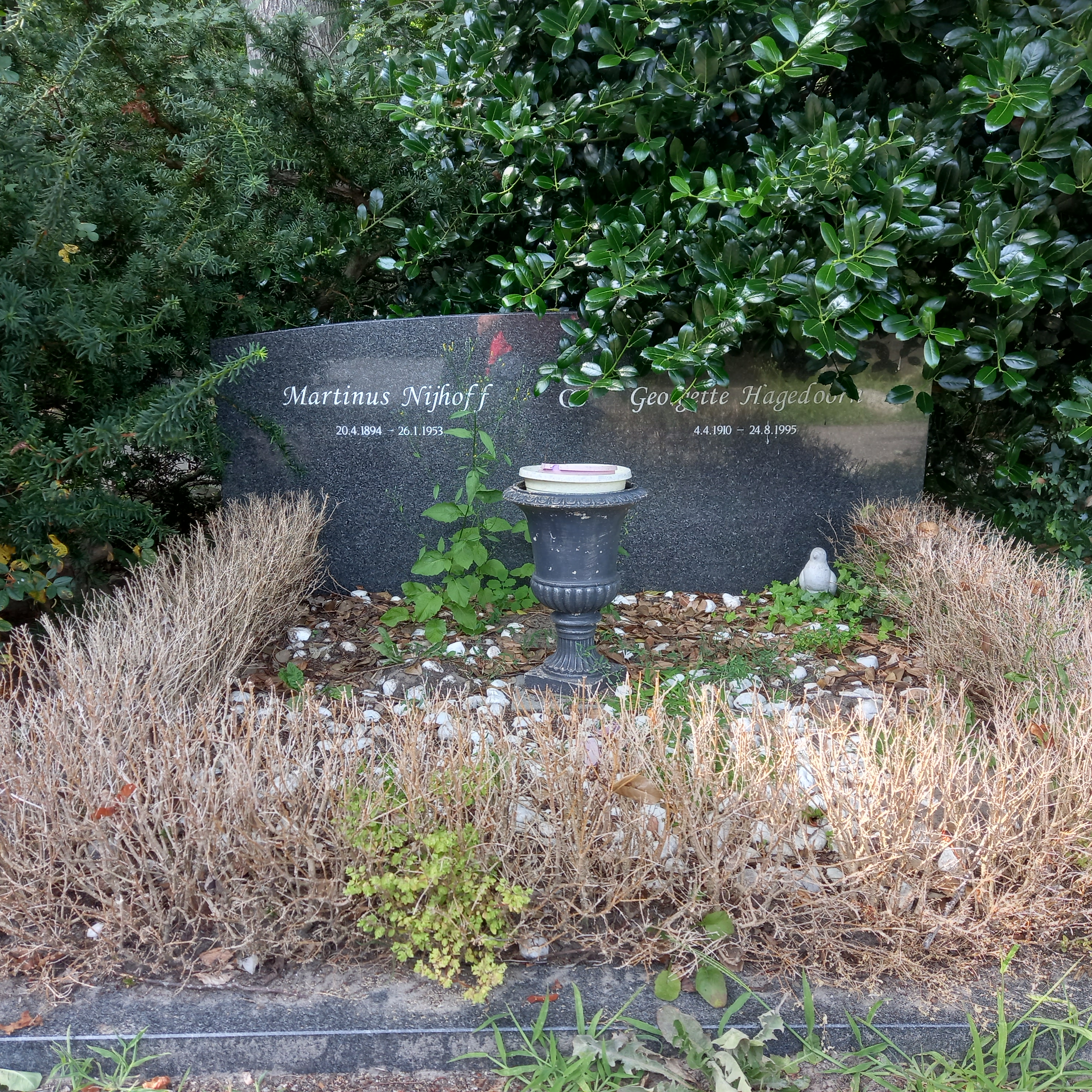
Das Grab von Martinus Nijhoff und seiner Ehefrau, der Tänzerin Georgette Hagedoorn, auf dem Friedhof Westduin in Den Haag

Martinus Nijhoff (* 20. April 1894 in Den Haag; † 26. Januar 1953 ebenda) war ein niederländischer Lyriker, Übersetzer, Essayist und Literaturkritiker.

## Übersicht
Nijhoff gilt als einer der niederländischen Klassiker der Moderne. Ein seit 1953 jährlich vergebener Übersetzer-Preis trägt seinen Namen. Er studierte zunächst Jura in Amsterdam, später als schon angesehener Dichter auch Literatur (Niederlandistik) in Utrecht. Als Redakteur der Zeitschrift De Gids prägte er maßgeblich das literarische Leben der Niederlande. Er war zweimal verheiratet, zuerst bis zur Scheidung 1950 mit der Romanautorin A. H. Wind, dann bis zu seinem überraschenden Tod an Herzversagen mit der Diseuse Georgette Hagedoorn. In der Abstimmung über die größten Niederländer aller Zeiten, die 2004 vom Fernsehsender KRO durchgeführt wurde, landete er auf Platz 176. Nach ihm ist die 1993 bis 1996 erbaute Martinus-Nijhoff-Brücke über die Waal bei Zaltbommel benannt. Die vorherige und jetzt abgerissene Brücke erschien in der ersten Zeile seines Gedichts Die Mutter die Frau („Ich ging nach Bommel, um die Brücke zu sehen […]“). 
Den Mittelpunkt seines Werkes bilden die beiden aufeinander bezogenen Langgedichte Awater und Die Stunde X. Beide werden oft als gleichrangig auf eine Stufe gestellt mit anderen ebenfalls umfangreichen Gedichten des 20. Jahrhunderts wie T. S. Eliots The Waste Land, Ezra Pounds The Cantos, William Carlos Williams Gedichte über die Stadt Paterson oder Allen Ginsbergs Howl. Andere bekannte Gedichte Nijhoffs sind: Der Kinderkreuzzug, Die neuen Sterne, Das Lied der törichten Bienen und Die Fähre. Sein einzigartiger Stil zeichnet sich dadurch aus, dass er nicht explizit experimentell, wenn auch thematisch modern ist und eine einfache Alltagssprache in traditionelle Formen einbettet. Nijhoffs Gedichte wurden ins Deutsche übersetzt von Ard Posthuma. Sie sind erstmals in einer zweisprachigen Sammelausgabe der Reihe Bibliothek Suhrkamp (859) erschienen.

## Preise
- 1925 Prijs van Amsterdam
- 1953 Constantijn Huygens Preis

## Werk
- Gedichtbände
  - 1916 De Wandelaar (Der Wanderer)
  - 1924 Vormen (Formen)
  - 1934 Nieuwe Gedichten (Neue Gedichte)
  - 1942 Het uur U (Die Stunde X)
- Übersetzungen
  - 1930 Charles Ferdinand Ramuz: Histoire du soldat (bekannt durch die Vertonung von Igor Fjodorowitsch Strawinski)
  - 1930 William Shakespeare: Der Sturm
  - 1951 T. S. Eliot: Die Cocktailparty

Nijhoff war der Ansicht, es gebe im Zeitalter der Moderne (dem Jahrhundert der Kollektivität im Gegensatz zum vorangegangenen der Individualität) keine größere Schwierigkeit für einen Poeten als die Form seiner Sprache. Die überlieferten objektiven Formen seien ebenso trügerisch geworden wie der spontane, subjektive Erguss. Er sah nur zwei Wege, aus diesem Dilemma herauszufinden. Entweder den Rückgriff auf eine Tradition, die so weit in die Zeit zurückreicht, dass sie aus dem modernen Bewusstsein fast verschwunden ist. Oder man müsse die heutige Umgangssprache sprechen und „zum Vibrieren bringen“. In seinem Gedicht Awater habe er ersteres, in seinem Gedicht Die Stunde X letzteres versucht.
Awater entstand 1934 in Utrecht und schließt den Bruder und Mutter gewidmeten Band der Neuen Gedichte ab. Das Werk trägt teilweise autobiographische Züge.
Über die Entstehung des Gedichtes gab Nijhoff in seinem 1935 gehaltenen Vortrag Verse schreiben in Krisenzeiten über die Aufgaben der Poesie Rechenschaft. Als Vorbilder nannte er die Jugendverse Jean Cocteaus, T. S. Eliot und die Gemälde des Surrealismus. Er erkannte zwar in einer gewissen Sprachskepsis an, dass die alten, emotionalen Versformen für seine Zwecke nicht mehr taugten, wollte aber anders als Eliot auch nicht jegliche Form „wie Fensterscheiben zerschlagen“. Er suchte eher „nach dem Ursprung als nach dem Extrem“ und wählte daher die alteuropäische Form des Rolandsliedes.
Das sechs nahezu gleich lange Abschnitte und einen Prolog und Epilog umfassende Gedicht beginnt mit dem Motto „ich suche einen Gefährten (ik zoek een reisgenoot)“, das aus einer Kontaktanzeige stammt. 
In den ersten Zeilen ruft der namenlose Sprecher wie noch mehrfach im Verlauf des Gedichts den über dem Wasser schwebenden Geist Gottes aus Genesis 1,2 an, das entstehende Werk anzusehen, das mit der wüsten und leeren Erde verglichen wird: „Es will nicht unbeschwert wie ehedem / Schönwetter singen, wo rings Trümmer stehen. / Singen ist ein Geschwür, das aufbegehrt ...“. 
Dann taucht ein namenloser, durchschnittlicher Mann auf, der als Prokurist in einem Büro arbeitet und dem der Sprecher den Namen Awater gibt. Er wird mit Johannes dem Täufer, einem Propheten in der Wüste der Großstadt, mit einem Mönch oder Soldaten verglichen. Awater soll irgendwer sein, ein moderner Jedermann. Er hat zwar einen konkreten Namen, ist aber reine „Masse und Abstraktion“, ein „Umriss“ bzw. „klare, transparente Oberfläche“. Auf den Namen Awater kam Nijhoff nach eigenen Angaben („ein Name ist ein Mensch“), als er einen Arzt sich am Telefon nach einem gleichnamigen Patienten erkundigen hörte. Er habe aufgrund der bloß zufälligen, flüchtigen Erwähnung keinerlei Erinnerung mit dem Namen verbunden, was ihm bei der gewünschten Unbestimmtheit Awaters sehr entgegenkam. Scherzhaft erwähnte er aber, dass Awater auch zweimal Wasser bedeuten könnte (Aa ist ein altes niederländisches Wort für Wasser), dass es ein Wort aus dem Sanskrit sei und zudem das Monogramm der beiden Vornamen seiner Eltern. Awater ist also ein willkürlich gewählter Einzelmensch, aber auch ein die Menge repräsentierender Nächster. 
Seine Mutter ist vor kurzem gestorben und er grübelt dem Feierabend entgegen. Biblische Anspielungen vermischen sich mit Symbolen der Moderne wie Schreibmaschine, Teetasse und Telefon. 
Der Sprecher hat die Idee, Awater vom Büro abzuholen, da ihm selbst der Bruder gestorben ist und ihm ein Freund und Weggefährte fehlt (Nijhoffs Bruder war kurz zuvor in Niederländisch-Ostindien gestorben, wodurch eine gemeinsam geplante Reise scheiterte). Er beschließt, Awater, der ihn nicht kennt, insgeheim zu folgen. 
Dieser hat keine Augen für den Strom der Passanten und die abendliche Stadt. Immer gefolgt vom Sprecher, spaziert er los, als folge er einer Vision, betrachtet Schaufenster und scheint verreisen zu wollen. Seine Gedanken erfährt man nur indirekt über den Sprecher, der versucht, sich in Awater hinein zu versetzen, weil er sich diesem geistesverwandt fühlt. Awater scheint plötzlich zu verschwinden, taucht aber bei einem Frisör wieder auf, wo er sich die Haare schneiden lässt. „Nie war mir Awater so nah und greifbar/wie jetzt, wo mir das Spiegelbild ihn zeigt;/nie war er unerreichbarer zugleich“. 
Der Sprecher bleibt ihm auf den Fersen und beide landen im Stammlokal von ihm und seinem toten Bruder. Der Sprecher beobachtet Awater von seinem Platz aus weiter und erinnert sich an seinen Bruder. Er fragt den Kellner nach Awater, erfährt aber nur, dieser sei zum ersten Mal dort. Awater öffnet ein kleines Schachspiel, raucht und trinkt. „Er sitzt allein, in absoluter Ruhe, / Er wirkt wie ein Planet, wie eine Blume ...“ Beide zahlen, ohne dass Awater Notiz vom Sprecher genommen hätte, und ziehen weiter durch die Straßen.
Sie betreten ein Restaurant, in dem Awater sehr bekannt zu sein scheint, und der Sprecher erfährt einiges über ihn, z. B. er lese abends griechisch oder aber irisch. Dann steht Awater auf und singt in der zentralen Szene vor der neugierigen Menge ein rätselhaftes, trauriges Lied, das sich vermutlich auf den Verlust seiner Mutter bezieht. Es handelt sich um eine freie Übersetzung von Francesco Petrarcas Sonett CCL (250) Solea lontana in sonno consolarme aus dem Canzoniere. Awater verstummt und steht starr vor dem applaudierenden Publikum, dann wankt er hinaus. 
Die Anwesenheit seines vorsichtigen Verfolgers ist ihm immer noch nicht aufgefallen. Dieser schwankt zwischen dem spontanen Wunsch zu verreisen und seinen häuslichen Pflichten, als beide um Mitternacht den Bahnhof erreichen. Eine junge Heilsarmistin weist auf die Allmacht der Liebe hin. (Nijhoffs Mutter, die er zeitlebens sehr verehrte, hatte zum Katholizismus tendiert und war als „Soldatin“ der Heilsarmee beigetreten, was in der liberal-aufgeklärten Familie als schockierend empfunden worden war, den Dichter aber hinsichtlich religiöser Anleihen geprägt hatte). Awater blickt sich um, scheint den Sprecher irgendwoher zu kennen. Dieser flieht aber vor seinem fragenden Blick.
In der letzten Strophe betrachtet er vom Fenster einer Dampflok aus die Gleise, träumt von fernen Orten und Abenteuern und fährt, auf geheimnisvolle Art und Weise getröstet und glücklich, ins Unbekannte, weiter auf seiner ins Stocken geratenen Lebensreise. „Die Verfolgung Awaters, die Zuneigung, die ich zu ihm gefasst hatte, machte mir die Wüste wieder bewohnbar“.

Die Stunde X wurde 1936 in einer Zeitschrift erstmals veröffentlicht und erschien 1942 in gestraffter und überarbeiteter Form im gleichnamigen Gedichtband. Das Werk besteht aus zwölf unterschiedlich langen Abschnitten. Es ist eine nicht völlig auszudeutende Allegorie, die trotz des oberflächlichen Realismus magisch aufgeladen erscheint. Die Szenerie erinnert an einige Gemälde Giorgio de Chiricos. Sie stammt aus einem Traum von Nijhoffs Sohn, dem das Gedicht auch gewidmet ist. Charakteristisch ist die objektive, äußerst verknappte und mit zahlreichen Wiederholungen arbeitende Sprache. Sie wirkt schmucklos, wie entschlackt. Die stakkatoartig kurzen Reimpaare sind zu langen Satzperioden verklammert. Der Erzählton ist distanziert, manchmal fast ironisch. Aber auch der unscheinbarste Gegenstand wirkt wie mit einer ihn übersteigenden, beinahe beiläufigen Symbolik angereichert.
Die erste Strophe ruft einen heißen, lautlosen Sommertag herauf („Es war Sommertag/In der sengenden Sonne lag/die Straße. Kein Vogel sang“.). Auf der verlassenen Straße spielen ein paar Kinder, als plötzlich an der Ecke ein gesichts- und namenloser Fremder erscheint. Es scheint, als drohe eine unbestimmte Gefahr wie die Ruhe vor dem Sturm. Der Moment der äußersten Spannung, der dem Gedicht seinen Namen gibt, wird beschrieben. Der Begriff Het Uur U stammt aus dem militärischen Vokabular, wie Nijhoff in einer seiner seltenen Eigen-Interpretationen mitteilt. Er bezeichnet die Stunde des Angriffs, die durch ein Leuchtsignal (hier ein kleines Wölkchen) bekannt gegeben wird. Die Straße ist ein Sinnbild für die wohlsituierte Gesellschaft, deren Bewohner aus Bequemlichkeit und Angepasstheit aufgehört haben, wie lebendige Wesen zu fühlen und nun durch den Fremden in seiner beinahe messianischen Erscheinung ungewollt daran erinnert werden, was sie verloren und worauf sie verzichtet haben. Sein stilles Vorübergehen begleiten sie mit Hass, müssen sich aber, ob sie wollen oder nicht, dem Leben aussetzen. Sie beobachten ihn aus den Fenstern heraus misstrauisch und ängstlich. In kurzen Visionen bricht auf einmal alles Verdrängte ihres Lebens und der Vergangenheit hervor. Ein Arzt, ein Richter und eine Dame werden sich einer nicht eingestandenen Schuld und ihrer Selbstentfremdung bewusst. Dennoch scheinen alle diesen traumartigen Moment auch zwiespältig als Augenblick höchsten Glücks oder zumindest der Erinnerung an dieses zu erleben. Das ganze dauert jedoch nur einen Atemzug, in dem die Zeit angehalten scheint. Nach einem kurzen Moment der Einsicht in das eigene Versagen wachen die Bewohner der Straße wieder in ihrer gewohnten, öden Existenz auf. Sie sind froh und erleichtert, sich in ihrem Alltagstrott wiederzufinden, und leben weiter wie zuvor. Der Fremde aber geht weiter, bis er zu den Kindern gelangt. Diese beginnen überraschend, ihm im Gänsemarsch wie dem Rattenfänger von Hameln zu folgen, bis sie aus den Häusern von ihren panischen Eltern entrüstet zur Ordnung gerufen werden. Der Mann betrachtet lange die zu ihm aufsehende Kinderschar und verschwindet dann um die Ecke. Der einsetzende Gesang der Vögel durchbricht die lastende Stille und die Kinder begeben sich nach einigem Zögern zum Abendessen.